# إعدادية بغداد للبنات
إعدادية بغداد للبنات هي مدرسة للفتيات تقع في بغداد في منطقة المنصور بشارع الأميرات، تأسست عام 1925 من قبل الجمعية الخيرية الأمريكية في العراق وكانت تسمی ب‍ـالمدرسة الأمريكية للبنات حيث كان كادرها وتمويلها يجمع من قبل الكنائس في الولايات المتحدة ألا إنها تحولت في الستينات من القرن الماضي إلی وزارة التربية العراقية بعد رحيل الجمعية الخيرية وأصبح كادرها وتمويلها عراقي فيما بعد، وأرتادت هذه المدرسة معظم بنات المسؤولين في الحكومة والوزراء والأغنياء والمشاهير، وتناولت عدد من الصحف الأجنبية هذه المدرسة بعد عام 2003.
تعتبر اعدادية بغداد للبنات من المدراس المتميزة في بغداد للفرعين العلمي والادبي من حيث كفاءة كادرها وتفوق طالبتها والاقسام العملية التي تحتويها حيث صرحت كريستينا أسكويث من هيئة التربية والتعليم في عام 2004 أن هذه المدرسة هي النسخة العراقية لثانوية بيفرلي هيلز.

## بناية المدرسة
شيدت المدرسة علی مساحة واسعة وتحتوي علی عدة أبنية منها ثمان صفوف كبيرة لكل مرحلة دراسية ومختبرات علمية للكيمياء والاحياء والحاسبات ومكتبة نموذجية وقاعة للتربية الإسلامية ومصلی ومرسم للفنون وقاعة للاحتفالات والمحاضرات ومطعم ونادي طلابي وساحة عامة وملعب رياضي وحدائق متعددة ومرأب.

## الزي الرسمي
أن الزي الرسمي للطالبات هو اللون الرصاصي والأبيض مع شارة تحمل أسم وشعار المدرسة.
في عام 2004، صرحت كريستينا أسكويث من هيئة التربية والتعليم أن أقل من نصف الفتيات في المدرسة يرتدين الحجاب أما الأخريات فيصففن شعرهن ويضعن أقراط ذهبية أو يجعلن شعرهن مجعد مع وضع قراصة شعر لرفعه.